# Čuklinac
Ćuklinac je naseljeno mjesto u sastavu općine Bosanska Dubica, Republika Srpska, BiH.

## Stanovništvo
| Ćuklinac           |              |
| godina popisa      | 1991.        |
| Srbi               | 103 (94,50%) |
| Hrvati             | 2 (1,83%)    |
| Muslimani          | 0            |
| Jugoslaveni        | 4 (3,67%)    |
| ostali i nepoznato | 0            |
| ukupno             | 109          |